# Stille-Nacht-Kapelle

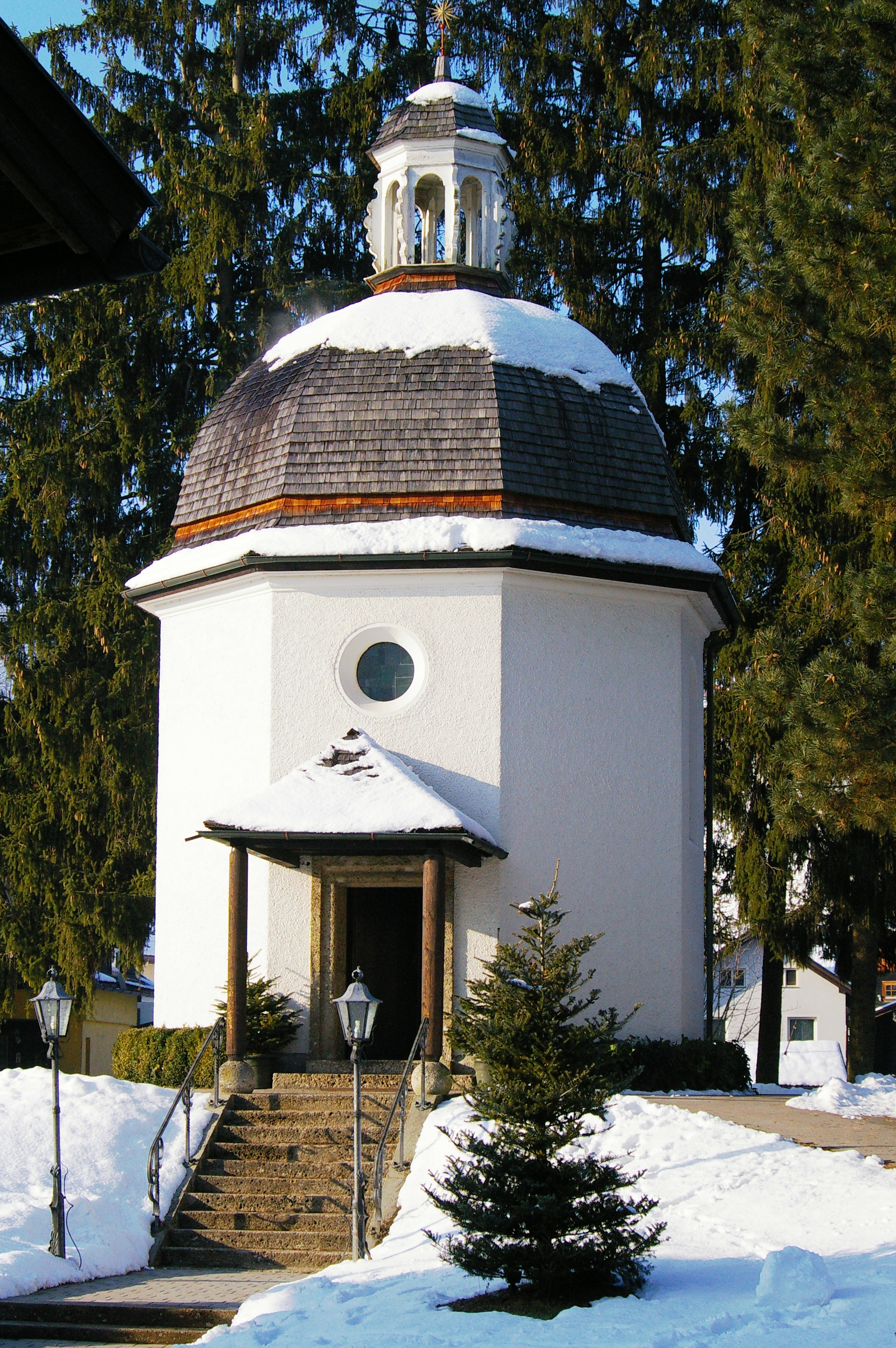
Stille-Nacht-Kapelle in Oberndorf

Die Stille-Nacht-Kapelle steht in Oberndorf bei Salzburg im österreichischen Bundesland Salzburg und ist dem Gedächtnis des Weihnachtsliedes Stille Nacht, heilige Nacht und seines Textdichters Joseph Mohr sowie seines Komponisten Franz Xaver Gruber gewidmet. Sie ist ein römisch-katholisches Gotteshaus und steht an Stelle der ehemaligen Nikolauskirche, in der das Lied am 24. Dezember 1818 zum ersten Mal aufgeführt wurde.

## Hintergrund

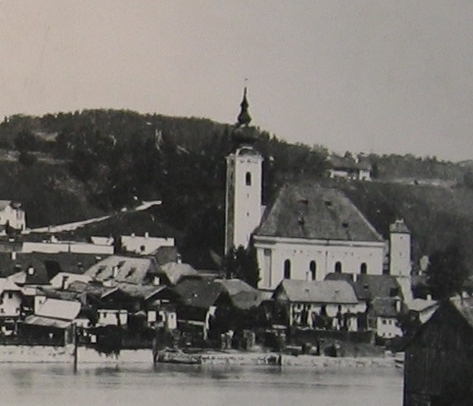
Die Nikolauskirche

An der Stelle der heutigen Stille-Nacht-Kapelle befand sich seit dem 12. Jahrhundert eine dem Heiligen Nikolaus geweihte Kirche. Der erste Bau wurde 1757 bei einer Brandkatastrophe großteils zerstört, einen Nachfolgebau, vielfach St. Nikola genannt, errichtete man in den 1770er Jahren. 1816 erfolgte die Grenzziehung zwischen dem Kaisertum Österreich und dem Herzogtum Bayern entlang der Salzach und damit auch zwischen Laufen und Oberndorf. Die bis dahin als Schifferkirche und Filiale der Stiftskirche Laufen genutzte Nikolauskirche wurde mit der Einrichtung der neuen Pfarre Oberndorf zur ersten Oberndorfer Pfarrkirche. Ende des 19. Jahrhunderts musste sie wegen Hochwasserschäden aufgegeben werden und wurde durch die jetzige, an anderer Stelle errichtete Oberndorfer Pfarrkirche (ebenfalls dem Hl. Nikolaus geweiht, Fertigstellung 1910) ersetzt.
Am 24. Dezember 1818 wurde in der Kirche bei einer Krippenandacht nach der Christmette das erste Mal das Lied Stille Nacht, heilige Nacht aufgeführt. Dargebracht wurde es von dem als Koadjutor fungierenden Joseph Mohr und dem Organisten der Kirche Franz Xaver Gruber. Über Karl Mauracher, dem Erbauer der damaligen Oberndorfer Kirchenorgel, nahm die internationale Verbreitung des Lieds ihren Anfang.

## Bau und Ausstattung

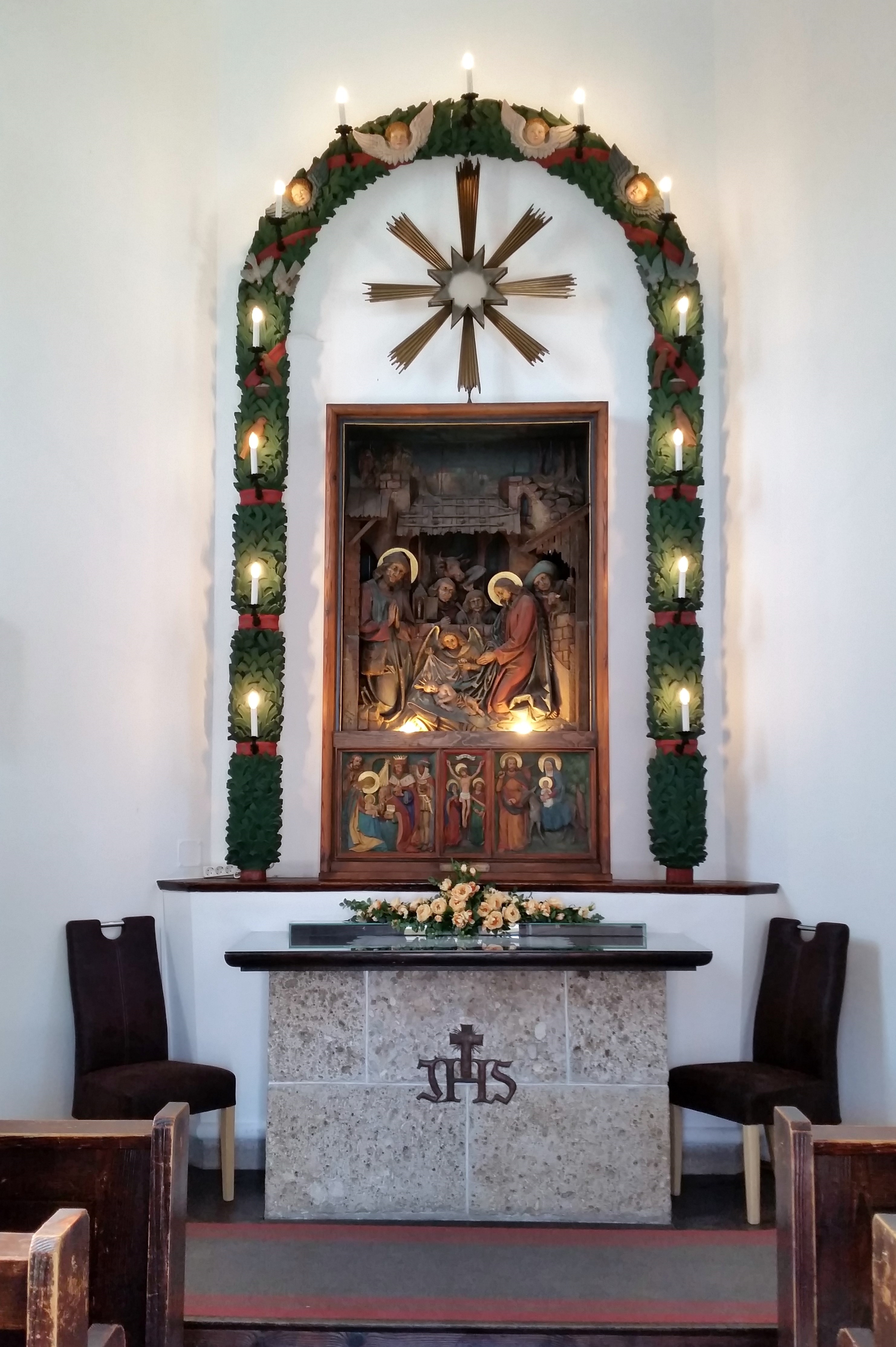
Altargestaltung vom Halleiner Bildhauer Max Domenig um das Hauptmotiv von Hermann Hutter

Schon vor dem vollendeten Abbruch der alten Nikolauskirche dachte man an eine Erinnerung an den Kirchenbau. Das Vorhaben, den Rest des romanischen Turms aus dem 12. Jahrhundert als Kapelle umzugestalten, konnte sich nicht durchsetzen. Um 1913 war auch die Errichtung eines Marterls anstelle der alten Kirche im Gespräch.
Das 100-jährige Jubiläum des Liedes fiel in die Zeit des Hungerwinters 1918/19, unmittelbar nach dem Ersten Weltkrieg. Umso mehr wollten die Bürger von Oberndorf der Friedensbotschaft von Mohr und Gruber ein Denkmal setzen. 1924 entschloss man sich zum Bau einer Gedächtniskapelle. Das Vorhaben kam unter den schwierigen Bedingungen (politische und wirtschaftliche Krisen der Ersten Republik) nur langsam zur Realisierung.
Das dann Stille-Nacht-Gedächtniskapelle genannte Bauwerk wurde auf dem Schuttkegel der abgerissenen Kirche zwischen 1924 und 1936 erbaut. Die Kapelle ist in Form eines Oktogons mit einem Glockenhelm und einer Laterne gebildet, das Portal hat ein abgewalmtes Vordach.
Der Halleiner Holzbildhauer Max Domenig erhielt im Jahre 1933 den Auftrag den Altarbereich der Kapelle zu gestalten. Er schlug vor, das vorhandene Hutter-Relief mit einem Lichterkranz zu umgeben und mit einer Predella zu ergänzen sowie Gruber und Mohr als lebensgroße, vollplastische Figuren seitlich zu postieren. Das Denkmalamt entschied sich zwar für den Lichterkranz und die Predella, regte jedoch an, die Darstellung von Gruber und Mohr in den Seitenfenstern zu zeigen. Diesen Auftrag erhielt die Tiroler Glasmalereianstalt, 1935 erfolgte die Fertigstellung. Max Domenig schuf die beiden Predellareliefs Anbetung der Könige und Flucht aus Ägypten und den Lichterkranz als Rundbogen mit dem Stern. Das mittlere Predellenrelief Kreuzigung stammt ebenso aus der Werkstätte Domenig, wurde jedoch von Franz Budig geschnitzt.

## Tourismus

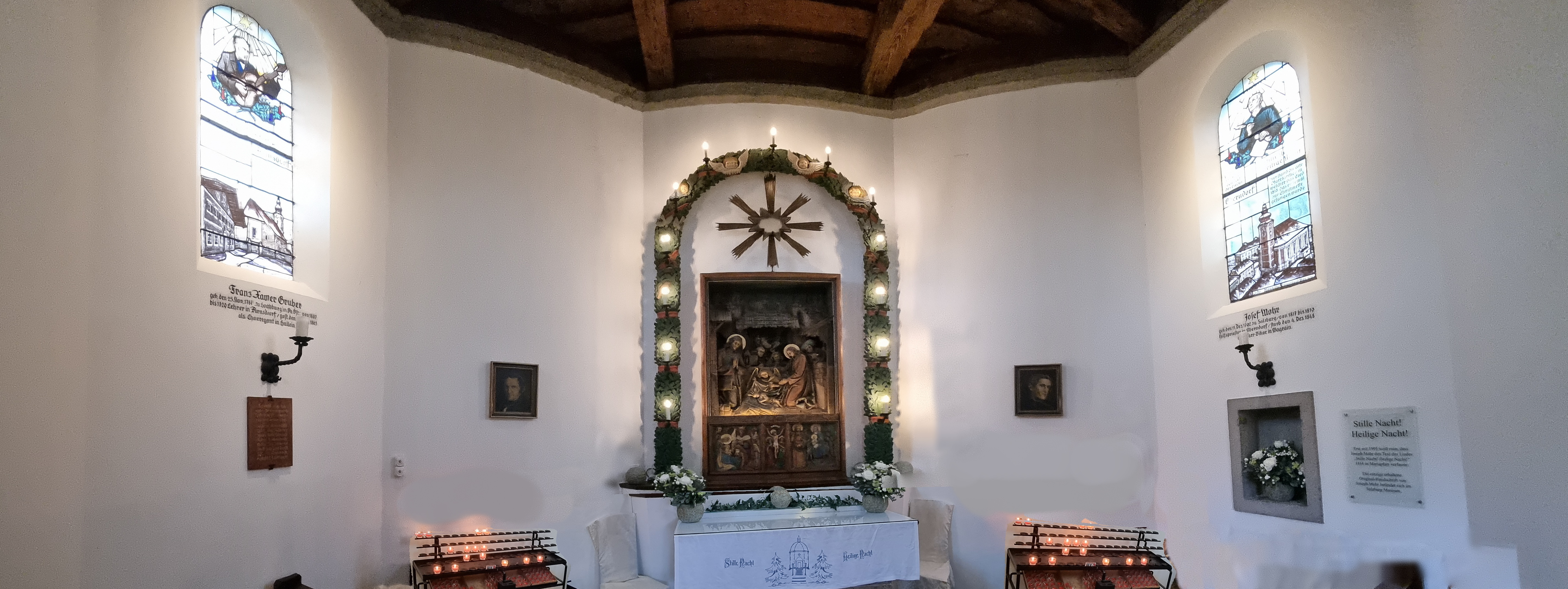
Stille-Nacht-Kapelle Oberndorf – Innenpanorama

Alljährlich ziehen die Gedächtniskapelle und das daneben befindliche Museum besonders im Advent zahlreiche Besucher aus vielen Teilen der Welt an. Am 24. Dezember findet alljährlich um 17 Uhr eine feierliche Gedächtnismesse statt, bei der das Weihnachtslied in mehreren Sprachen der Besucher gesungen und als völkerverbindendes Ereignis begangen wird. Diese Feier wird seit 2002 mittels Webcam und seit 2019 per YouTube-Livestream im Internet übertragen.
Im Rahmen der 200-Jahr-Feier des Weihnachtsliedes 2018 waren Kapelle und Museum einer von mehreren Schauplätzen der Salzburger Landesausstellung 200 Jahre Stille Nacht Heilige Nacht, die bis Mariä Lichtmess 2019 stattfand und bei der alle Gemeinden teilnahmen, die einen historischen Bezug zu Franz Xaver Gruber und Joseph Mohr haben.

## Nachbildungen
Nachgebaute Modelle der Stille-Nacht-Kapelle existieren im Freizeitpark Minimundus bei Klagenfurt in Kärnten (Maßstab 1:25) und im Modellpark Mönichkirchen in Niederösterreich. Des Weiteren gibt es eine Nachbildung im Maßstab 1:1 in Frankenmuth im US-Bundesstaat Michigan. Vom Modellbahnzubehör-Hersteller Vollmer gibt es Modellbausätze in verschiedenen Maßstäben.

## Philatelie
Jährlich gibt es zur Adventzeit bei der Stille-Nacht-Kapelle ein Sonderpostamt mit speziellen Ausgaben und Stempeln.
Die Stille-Nacht-Briefmarke des Jahres 2018 zeigt aus der Predella des Kapellenaltars das Relief „Anbetung der Könige“. Diese österreichische Briefmarke wurde von Günther Oberngruber gestaltet.